# Керченський морський рибний порт
Керченський морський рибний порт — морський рибний порт, розташований на березі Керченської бухти в Керченській протоці. Створений 24 липня 1949 року постановою Ради Міністрів.

## Історія порту
Порт створений 24 липня 1949 року постановою Ради Міністрів та наказом Міністерства рибної промисловості. Тоді-ж рішенням Керченської міської ради була виділена територія під будівництво. В 1954—1955 на території Соленого озера розпочалось будівництво порту. В 1958 році була введена в експлуатацію підводна акваторія площею 35 гектарів, підхідний канал, причальна лінія і залізничними коліями. У 1973 році здане в експлуатацію аміакосховище, розраховане на зберігання 350 тонн аміаку. В вересні 2003 року запрацював склад нафтопродуктів і баластних вод. З 2014 року Керченський морський рибний порт знаходиться під контролем російських окупантів.

## Акваторія та портові потужності

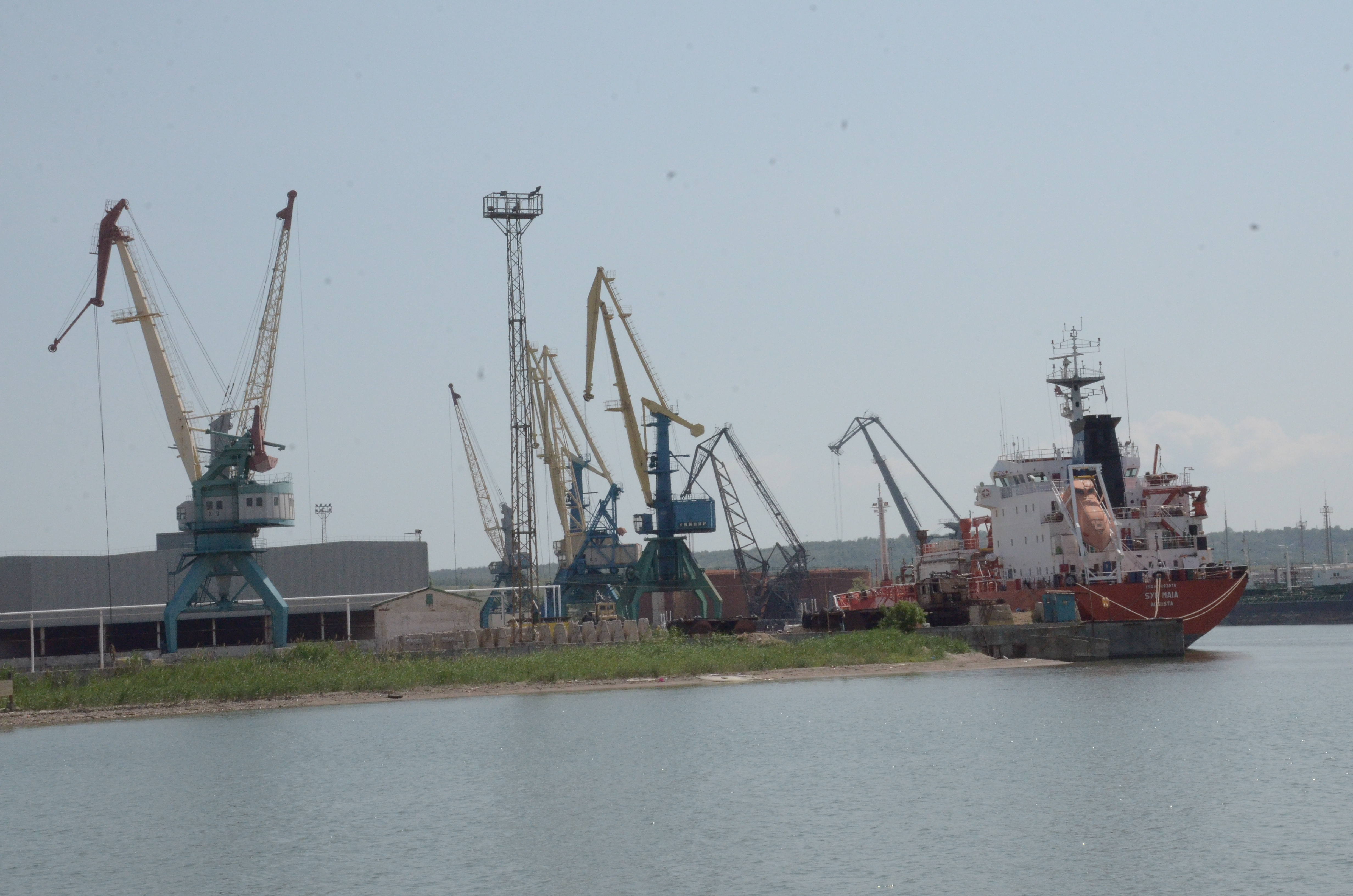

Акваторія ковшеподібна, незамерзаюча. Максимальна осадка суден — 6,9 м, довжина — 160 м.
Порт має можливості для зберігання:
- Сирої нафти;
- Моторних мастил;
- Зерна;
- Зрідженого газу;
- Контейнерів.

Порт оснащений залізничними коліями загальною протяжністю 5267 метрів та 2 тепловозами ТГМЗ і ТГМ4.
Крім того, порт оснащений вантажонавантажувальної та вантажорозвантажувальною технікою (портові крани «Форель», «Ганс», «Кіровець», «ГЗ 25 32») вантажопідйомністю від 3 до 20 тонн.

## Нагороди
Керченський морський рибний порт нагороджений:
- дипломом «Золота тонна» за досягнення в 2003 році найбільшого вантажообігу в історії підприємства;
- дипломом іміджевої програми «Суспільне визнання» як передове підприємство агропромислового комплексу у 2004—2005.

Крім того, в квітні 2001 року порт занесений на дошку пошани АР Крим за вагомий внесок у розвиток морського транспорту.